# Get Back (série télévisée)
Pour les articles homonymes, voir Get Back (homonymie).
Get Back est une sitcom britannique créée par Maurice Gran et Laurence Marks, diffusé sur BBC 1 entre le 26 octobre 1992 et le 15 novembre 1993. Inédite dans les pays francophones, elle est notable par l'apparition de l'actrice Kate Winslet dans l'un de ses premiers rôles.
Le titre de la série, les noms des personnages et les titres de chaque épisode ont tous été inspirés des chansons des Beatles.

## Synopsis
Un self-made man qui a perdu son argent dans la récession du début des années 1990, se retrouve contraint à emménager avec sa famille chez son père dans un appartement social.

## Distribution
- Ray Winstone : Martin Sweet
- Carol Harrison : Loretta Sweet
- Kate Winslet : Eleanor Sweet
- Michelle Cattini : Joanne 'Jojo' Sweet
- Larry Lamb : Albert Sweet
- Jane Booker : Prudence Sweet
- John Bardon : Bernie Sweet
- George 'Zoot' Money : Bungalow Bill
- Shirley Stelfox : Lucy (saison 1)

## Liste des épisodes

### Première saison (1992)
1. Help!
2. We Can Work It Out
3. Not a Second Time
4. Don't Let Me Down
5. I Don't Want to See You Again
6. You Can't Do That
7. You Never Give Me Your Money

### Deuxième saison (1993)
1. She's Leaving Home
2. Can't Buy Me Love
3. Drive My Car
4. Tomorrow Never Knows
5. Money
6. Don't Bother Me
7. Ticket to Ride
8. She's a Woman